# Doubt
Doubt er en amerikansk film fra 2008 instrueret og skrevet af John Patrick Shanley, hvis teaterstykke Doubt: A Parable filmen er baseret på. Filmen er produceret af Scott Rudin og har bl.a. Meryl Streep, Philip Seymour Hoffman og Amy Adams på rollelisten. Doubt var nomineret til fire Oscars, bl.a. for bedste kvindelige hovedrolle (Meryl Streep) og bedste mandlige birolle (Philip Seymour Hoffman).

## Medvirkende
- Meryl Streep som Søster Aloysius
- Philip Seymour Hoffman som Fader Brendan Flynn
- Amy Adams som Søster James
- Viola Davis som Mrs. Miller
- Joseph Foster som Donald Miller
- Alice Drummond som Søster Veronica

## Ekstern henvisning
- Doubt på Internet Movie Database (engelsk)
- Doubt på Filmdatabasen
- Doubt på Scope
- Doubt i Svensk Filmdatabas (svensk)
- Doubt på AlloCiné (fransk)
- Doubt på MovieMeter (nederlandsk)
- Doubt på AllMovie (engelsk)
- Doubts profil hos Encyclopædia Britannica Online (engelsk)
- Doubt på Turner Classic Movies (engelsk)
- Doubt på The Movie Database (engelsk)